# Evangelische Kirche (Langen-Bergheim)

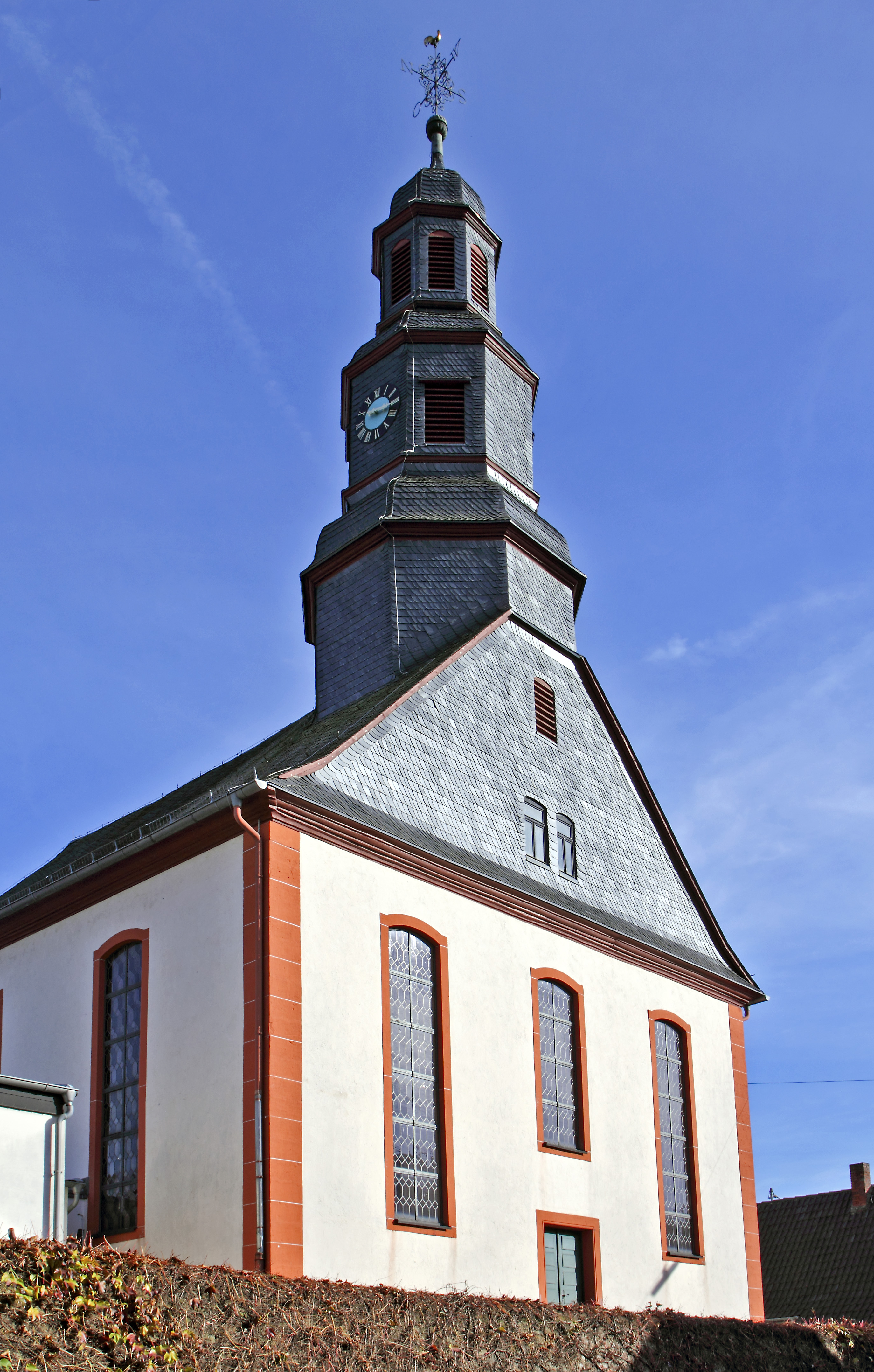
Evangelische Kirche in Langen-Bergheim

Die Evangelische Kirche Langen-Bergheim ist ein denkmalgeschütztes Kirchengebäude in Langen-Bergheim, einem Ortsteil von Hammersbach im Main-Kinzig-Kreis in Hessen. Die Kirchengemeinde gehört zum Dekanat Büdinger Land in der Propstei Oberhessen der Evangelischen Kirche in Hessen und Nassau.

## Beschreibung
Der Vorgängerbau war eine gotische Kapelle, die 1751 wegen Baufälligkeit abgerissen wurde. Die heutige Saalkirche entstand 1752. Das Kirchenschiff hat einen dreiseitigen Schluss im Osten. Aus seinem Satteldach erhebt sich im Westen ein achteckiger Dachreiter, auf dem eine mehrfach gestufte Haube sitzt. In seinem Glockenstuhl hängen drei Kirchenglocken, die älteste wurde 1805 gegossen. Das Portal im Süden des Kirchenschiffs war ursprünglich den Grafen von Ysenburg-Büdingen-Meerholz vorbehalten, die das Kirchenpatronat innehatten. Die übrigen Gottesdienstbesucher benutzten das Portal an der Westseite. 
Die Kirchenausstattung stammt aus der Bauzeit. Die Emporen sind an der West- und Nordseite zweigeschossig, an der Ostseite ist sie eingeschossig. Auf ihr steht die Orgel. Sie hatte 12 Register, ein Manual und Pedal und wurde 1787 von Johann Conrad Bürgy gebaut. 1870 wurde sie von Jacob Köhler auf 15 Register und 2 Manuale erweitert.